# Zelleromyces hispanicus
Zelleromyces hispanicus är en svampart som beskrevs av Calonge & Pegler 1998. Zelleromyces hispanicus ingår i släktet Zelleromyces och familjen kremlor och riskor.   Inga underarter finns listade i Catalogue of Life.